# Font de l'Hort (Claramunt)
La Font de l'Hort és una font del terme municipal de Tremp, del Pallars Jussà, a l'antic terme de Fígols de Tremp, en territori del poble de Claramunt.
Està situada a 1.090 m d'altitud, al sud-oest de Claramunt, a l'esquerra del barranc de la Vileta, al capdavall de l'Obac de la Vileta.